# European Rubik's Cube Championship 2012
Il European Rubik's Cube Championship 2012 è stato il 5º campionato europeo di speedcubing, ovvero un torneo nella risoluzione del Cubo di Rubik e puzzle simili, tenutosi a Breslavia in Polonia. Come l'edizione precedente del European Rubik's Cube Championship 2010 il torneo comprese tutte e 19 le categorie WCA.

## Classifiche
Le seguenti classifiche riportano i primi 3 classificati di ogni categoria riguardanti il turno finale di ciascun evento. Infatti per alcuni eventi ci furono dei turni preliminari in base ai quali i migliori speedcuber, in base alla media, poterono accedere alle finali. Come ogni competizione WCA potevano partecipare anche speedcubers non europei, ma nel caso fossero arrivati sul podio la medaglia sarebbe andata al primo concorrente europeo classificatosi dietro esso.
3x3
| 1 | Sergey Ryabko     | Russia  | 8.89 | 10.75 8.19                | 2 | Mats Valk | Paesi Bassi | 9.21 | 9.55 20.56 8.43 8.44 9.63 |  |  |
| 3 | Michał Pleskowicz | Polonia | 9.24 | 9.19 12.34 9.30 7.65 9.22 |   |           |             |      |                           |  |  |

4x4
| Posizione | Persona             | Paese       | Media | Tempi                         | Record singolo | Record media |
| --------- | ------------------- | ----------- | ----- | ----------------------------- | -------------- | ------------ |
| 1         | Mats Valk           | Paesi Bassi | 33.85 | 31.34 34.75 33.84 36.25 32.97 |                |              |
| -         | Rowe Hessler1       | USA         | 39.56 | 38.71 38.03 41.53 38.44 41.59 |                |              |
| 2         | Erik Akkersdijk     | Paesi Bassi | 40.00 | 33.77 41.61 39.03 39.36 45.55 |                |              |
| 3         | Massimiliano Iovane | Italia      | 41.29 | DNF 37.52 38.59 40.72 44.56   |                |              |

1 Rowe Hessler non essendo europeo non poteva vincere delle medaglie. Comunque la WCA conta i suoi tempi poiché non prende in considerazione fattori come medaglie etc.
5x5
| Posizione | Persona           | Paese       | Media   | Tempi                                   | Record singolo | Record media |
| --------- | ----------------- | ----------- | ------- | --------------------------------------- | -------------- | ------------ |
| 1         | Michał Halczuk    | Polonia     | 1:11.25 | 1:06.03 1:12.94 1:14.78 1:03.78 1:17.41 |                |              |
| 2         | Breandan Vallance | Regno Unito | 1:12.00 | 1:12.03 1:17.13 1:13.03 1:10.93 1:07.93 |                |              |
| 3         | Hong Tan Lam      | Norvegia    | 1:15.68 | 1:25.06 1:16.38 1:06.36 1:12.96 1:17.71 |                |              |

2x2
| Posizione | Persona                      | Paese       | Media | Tempi                    | Record singolo | Record media |
| --------- | ---------------------------- | ----------- | ----- | ------------------------ | -------------- | ------------ |
| 1         | Carlos Méndez García-Barroso | Spagna      | 2.74  | 2.18 3.18 2.91 2.93 2.38 |                |              |
| 2         | Michał Pleskowicz            | Polonia     | 3.23  | 2.36 2.84 4.02 2.83 6.34 |                |              |
| 3         | Mats Valk                    | Paesi Bassi | 3.25  | 3.34 3.22 3.36 3.18 3.05 |                |              |

3x3 BLD (Risoluzione 3x3x3 da bendati)
| Posizione | Persona          | Paese    | Migliore | Tempi           | Record singolo | Record media |
| --------- | ---------------- | -------- | -------- | --------------- | -------------- | ------------ |
| 1         | Marcell Endrey   | Ungheria | 27.33    | DNF 36.88 27.33 |                |              |
| 2         | Marcin Kowalczyk | Polonia  | 33.56    | DNF DNF 33.56   |                |              |
| 3         | Anton Rostovikov | Russia   | 44.65    | 50.83 44.65 DNF |                |              |

 3x3 OH (Risoluzione 3x3x3 con una sola mano) 
| Posizione | Persona           | Paese       | Media | Tempi                         | Record singolo | Record media |
| --------- | ----------------- | ----------- | ----- | ----------------------------- | -------------- | ------------ |
| 1         | Michał Pleskowicz | Polonia     | 13.44 | 17.86 12.77 12.36 15.18 11.77 |                |              |
| 2         | Marcin Zalewski   | Polonia     | 15.88 | 15.15 14.78 16.27 16.21 23.33 |                |              |
| -         | Rowe Hessler2     | USA         | 16.26 | 16.31 16.90 16.93 15.25 15.58 |                |              |
| 3         | Mats Valk         | Paesi Bassi | 16.47 | 15.96 15.59 20.50 15.86 17.59 |                |              |

2 Rowe Hessler non essendo europeo non poteva vincere delle medaglie. Comunque la WCA conta i suoi tempi poiché non prende in considerazione fattori come medaglie etc.
 3x3 FM (Risoluzione 3x3x3 nel minor numero di mosse) 
| Posizione | Persona                                          | Paese                       | Migliore | Tempi | Record singolo   | Record media |
| --------- | ------------------------------------------------ | --------------------------- | -------- | ----- | ---------------- | ------------ |
| 1         | Abdelhak Kaddour                                 | Francia                     | 27       | 27    |                  |              |
| 2         | Javier Cabezuelo Sánchez                         | Spagna                      | 28       | 28    | Record nazionale |              |
| 3         | Grzegorz Łuczyna Robert Yau Wojciech Szatanowski | Polonia Regno Unito Polonia | 30       | 30    |                  |              |

 3x3 WF (Risoluzione 3x3x3 con i piedi) 
| Posizione | Persona             | Paese       | Media | Tempi             | Record singolo   | Record media     |
| --------- | ------------------- | ----------- | ----- | ----------------- | ---------------- | ---------------- |
| 1         | Henrik Buus Aagaard | Danimarca   | 39.02 | 48.44 35.28 33.34 |                  | Record europeo   |
| 2         | Erik Akkersdijk     | Paesi Bassi | 48.54 | 55.53 42.93 47.15 | Record nazionale | Record nazionale |
| 3         | Jakub Kipa          | Polonia     | 57.84 | 59.94 53.88 59.72 |                  |                  |

Megaminx
| Posizione | Persona        | Paese    | Media | Tempi                           | Record singolo | Record media     |
| --------- | -------------- | -------- | ----- | ------------------------------- | -------------- | ---------------- |
| 1         | Simon Westlund | Svezia   | 53.10 | 58.44 49.94 50.91 59.90 48.40   |                |                  |
| 2         | Bálint Bodor   | Ungheria | 55.26 | 51.21 55.77 1:04.59 49.58 58.81 |                |                  |
| 3         | Matic Omulec   | Slovenia | 57.73 | 1:05.63 56.97 57.34 57.65 58.21 |                | Record nazionale |

Pyraminx
| Posizione | Persona             | Paese     | Media | Tempi                    | Record singolo | Record media |
| --------- | ------------------- | --------- | ----- | ------------------------ | -------------- | ------------ |
| 1         | Jules Desjardin     | Francia   | 3.77  | 3.80 4.65 3.43 4.08 2.97 |                |              |
| 2         | Oscar Roth Andersen | Danimarca | 4.00  | 3.83 3.77 3.21 4.40 5.96 |                |              |
| 3         | Brúnó Bereczki      | Ungheria  | 4.51  | 5.52 4.21 2.47 3.81 5.50 |                |              |

Square-1
| Posizione | Persona                | Paese       | Media | Tempi                         | Record singolo | Record media |
| --------- | ---------------------- | ----------- | ----- | ----------------------------- | -------------- | ------------ |
| 1         | Simon Crawfordi        | Regno Unito | 13.28 | 13.40 11.93 15.63 14.52 11.34 |                |              |
| 2         | Piotr Michał Padlewski | Polonia     | 14.62 | 14.41 15.22 14.36 15.08 13.50 |                |              |
| 3         | Mats Valk              | Paesi Bassi | 18.08 | 15.94 15.80 19.11 19.50 19.19 |                |              |

Rubik's Clock
| Posizione | Persona           | Paese       | Media | Tempi                     | Record singolo | Record media     |
| --------- | ----------------- | ----------- | ----- | ------------------------- | -------------- | ---------------- |
| 1         | Maarten Smit      | Paesi Bassi | 7.24  | 6.80 6.68 7.03 7.88 9.53  |                | Record nazionale |
| 2         | Daniel Sheppard   | Regno Unito | 8.40  | 7.93 8.94 7.25 8.86 8.41  |                |                  |
| 3         | Marcin Jakubowski | Polonia     | 8.73  | 8.96 8.34 8.05 13.13 8.90 |                |                  |

6x6
| Posizione | Persona          | Paese     | Media   | Tempi                   | Record singolo   | Record media     |
| --------- | ---------------- | --------- | ------- | ----------------------- | ---------------- | ---------------- |
| 1         | Bence Barát      | Ungheria  | 2:16.18 | 2:06.97 2:23.47 2:18.09 | Record nazionale | Record nazionale |
| 2         | Michał Halczuk   | Polonia   | 2:18.60 | 2:15.53 2:20.84 2:19.44 |                  |                  |
| 3         | Niko Paavilainen | Finlandia | 2:25.11 | 2:27.94 2:27.45 2:19.94 | Record nazionale | Record nazionale |

7x7
| Posizione | Persona        | Paese    | Media   | Tempi                   | Record singolo | Record media     |
| --------- | -------------- | -------- | ------- | ----------------------- | -------------- | ---------------- |
| 1         | Bence Barát    | Ungheria | 3:18.54 | 3:23.13 3:08.43 3:24.05 | Record europeo | Record europeo   |
| 2         | Michał Halczuk | Polonia  | 3:23.89 | 3:27.46 3:20.52 3:23.68 |                | Record nazionale |
| 3         | Milán Baticz   | Ungheria | 3:40.98 | 3:45.30 3:34.34 3:43.30 |                |                  |

Rubik's Magic
| Posizione | Persona         | Paese    | Media | Tempi                    | Record singolo | Record media |
| --------- | --------------- | -------- | ----- | ------------------------ | -------------- | ------------ |
| 1         | Karl Choi       | Germania | 1.02  | 0.96 1.05 1.02 1.00 2.96 |                |              |
| 2         | Marek Padlewski | Polonia  | 1.27  | 1.28 1.31 3.38 1.22 1.19 |                |              |
| 3         | Bálint Bodor    | Ungheria | 1.33  | 1.56 1.61 0.81 0.83 1.77 |                |              |

Rubik's Master Magic
| Posizione | Persona         | Paese    | Media | Tempi                    | Record singolo   | Record media     |
| --------- | --------------- | -------- | ----- | ------------------------ | ---------------- | ---------------- |
| 1         | Kamil Fiedoruk  | Polonia  | 1.98  | 1.88 2.53 1.93 2.13 1.75 | Record nazionale | Record nazionale |
| 2         | Máté Horváth    | Ungheria | 2.10  | 2.18 2.11 1.97 2.02 2.21 |                  |                  |
| 3         | Dmitry Kryuzban | Russia   | 2.23  | 2.18 2.08 2.44 2.00 DNF  |                  |                  |

 4x4 BLD (Risoluzione 4x4x4 da bendato) 
| Posizione | Persona         | Paese    | Migliore | Tempi           | Record singolo | Record media |
| --------- | --------------- | -------- | -------- | --------------- | -------------- | ------------ |
| 1         | Marcell Endrey  | Ungheria | 3:42.22  | 5:08.03 3:24.22 |                |              |
| 2         | Oleg Gritsenko  | Russia   | 4:15.31  | DNF 4:15.31     |                |              |
| 3         | Marcin Zalewski | Polonia  | 4:29.18  | 4:29.18 DNF     |                |              |

 5x5 BLD (Risoluzione 5x5x5 da bendato 
| Posizione | Persona        | Paese    | Migliore | Tempi           | Record singolo   | Record media |
| --------- | -------------- | -------- | -------- | --------------- | ---------------- | ------------ |
| 1         | Marcell Endrey | Ungheria | 7:27.71  | 8:37.57 7:27.71 |                  |              |
| 2         | Tim Habermaas  | Germania | 14:59.00 | 14:59.00 DNF    |                  |              |
| 3         | Matteo Colombo | Italia   | 15:36.00 | DNF 15:36.00    | Record nazionale |              |

 3x3 Multi BLD (Risoluzione di più 3x3x3 da bendati in massimo 1 ora) 
| Posizione | Persona          | Paese    | Migliore       | Tempi                         | Record singolo   | Record media |
| --------- | ---------------- | -------- | -------------- | ----------------------------- | ---------------- | ------------ |
| 1         | Marcell Endrey   | Ungheria | 23/25 in 53:35 | 23/25 in 53:35 DNS            | Record nazionale |              |
| 2         | Marcin Kowalczyk | Polonia  | 25/32 in 56:45 | 25/32 56:45 DNF               |                  |              |
| 3         | Oleg Gritsenko   | Russia   | 17/18 in 58:59 | 17/18 in 58:59 15/18 in 59:52 | Record nazionale |              |

 Medagliere 
| Posizione | Nazione                     | Oro | Argento | Bronzo | Totale |
| --------- | --------------------------- | --- | ------- | ------ | ------ |
| 1         | Ungheria                    | 7   | 1       | 3      | 11     |
| 2         | Polonia                     | 2   | 8       | 6      | 16     |
| 3         | Paesi Bassi                 | 2   | 3       | 2      | 7      |
| 4         | Francia                     | 2   | 0       | 0      | 2      |
| 5         | Regno Unito                 | 1   | 2       | 1      | 4      |
| 6         | Russia                      | 1   | 1       | 2      | 4      |
| 7         | Germania                    | 1   | 1       | 1      | 3      |
| 8         | Danimarca Spagna            | 1   | 1       | 0      | 2      |
| 10        | Svezia                      | 1   | 0       | 0      | 1      |
| -         | Stati Uniti d'America       | 0   | (1)     | (1)    | (2)    |
| 11        | Austria                     | 0   | 1       | 0      | 1      |
| 12        | Italia                      | 0   | 0       | 2      | 2      |
| 13        | Finlandia Norvegia Slovenia | 0   | 0       | 1      | 1      |

 = Record mondiale

 = Record europeo

 = Record americano

 = Record asiatico

 = Record nazionale

DNF = Risoluzione del cubo non completata

DNS = Risoluzione del cubo non iniziata